# Carta di Viareggio
Carta di Viareggio – akt prawny reformujący włoskie rozgrywki piłkarskie i nadający im status profesjonalny; wydany w 1926 roku.
Przed wydaniem Carta di Viareggio we Włoszech istniały dwie ligi, północna i południowa. Carta di Viareggio wprowadziła ligę ogólnonarodową Massima Serie, która składa się z 17 najlepszych drużyn z Ligi Północnej i 3 z Ligi Południowej. Był to pierwszy krok w kierunku utworzenia Serie A.
Carta di Viareggio ograniczyła także liczbę piłkarzy zagranicznych do dwóch w drużynie, jednak w meczu mógł występować tylko jeden taki zawodnik. Kolejnym etapem rasistowskiej polityki było natomiast dwa lata później wydanie całkowitego zakazu gry we włoskiej lidze zawodników z zagranicy i znaczne utrudnienia przy zatrudnianiu zagranicznych trenerów.